# Тбіліська (станиця)
Тбілі́ська (до 30-х років XX століття Тифліська) — станиця, адміністративний центр Тбіліського району Краснодарського краю. Населення — 26 тисяч осіб. Розташована на правому березі Кубані за 100 км на північний схід від Краснодару. Станція Гречишкіно на залізниці Краснодар — Кропоткін.

## Історія
- Назву свою станиця отримала по імені Тіфліського полку Кавказької армії, який спочатку був розквартирований на редуті, побудованому на місці майбутньої станиці (1788–1791).[1] Редути були тимчасовими літніми приміщеннями, на зиму редути залишалися порожніми, а війська відходили на зимові квартири в Єйське Укріплення, Азов, Таганрог, донські станиці.
- Станицю Тіфліську засновано у 1802, переселеними на Кубань катеринославське козаками у складі Лінійного козачого війська.[2]
- У 1936 перейменовано на станицю Тбіліську після відповідної зміни російського найменування Тбілісі.

## Адміністративний поділ
До складу Тбіліського сільського поселення крім станиці Тбіліська входять також:
- селище Восточний
- селище Горський
- селище Мирний
- селище Октябрський
- селище Первомайський
- хутір Северин
- селище Терновий